# Chalamont
Chalamont är en kommun i departementet Ain i regionen Auvergne-Rhône-Alpes i östra Frankrike. Kommunen ligger  i kantonen Chalamont som ligger i arrondissementet Bourg-en-Bresse. Kommunens areal är 32,88 km². År 2022 hade Chalamont 2 544 invånare.

## Befolkningsutveckling
Antalet invånare i kommunen Chalamont
Referens: INSEE